# Pervietà del dotto di Botallo
La pervietà del dotto di Botallo  (o PDA, ovvero Persistenza della pervietà del dotto di Botallo) è una condizione patologica congenita del cuore in cui il dotto arterioso di Botallo di un neonato non riesce a chiudersi dopo la nascita. I sintomi precoci sono rari, ma nel primo anno di vita essi includono aumento del carico respiratorio e scarso aumento di peso. Con l'avanzare dell'età tale condizione, se non corretta, può portare a insufficienza cardiaca congestizia.

## Epidemiologia
Tale condizione è comune nei neonati con problemi respiratori persistenti e ipossia, e ha un'alta incidenza nei bambini prematuri per via del loro cuore non del tutto formato. Si stima che tale condizioni si riscontri tra il 6% e il 10% dei nati a termine e in circa il 40% dei nati prematuri.

## Manifestazioni cliniche
I PDA si possono classificare da un punto fisiopatologico, in base allo shunt, in:
- PDA silente: diagnosticato con Ecocardio;
- PDA piccolo: piccolo shunt senza alterazioni emodinamiche significative;
- PDA moderato: sovraccarico di volume con dilatazione e disfunzione ventricolare sinistra;
- PDA ampio: sovraccarico di volume ventricolare sinistro, con aumento della pressione polmonare e alterazioni vascolari irreversibili dopo i primi due anni di vita;
- PDA in sindrome di Eisenmenger: ipertensione polmonare grave con inversione dello shunt e cianosi periferica (soprattutto ai piedi).

## Patogenesi
Il dotto arterioso di Botallo è un normale vaso sanguigno fetale che si chiude tra le prime 12 ore fino alle prime 12 settimane dopo la nascita. Nel caso rimanesse pervio dopo le 12 settimane, si può ritenerlo patologico.
A permettere la chiusura di tale Dotto è l'alta pressione di ossigeno (pO2) che il neonato attiva con i primi vagiti per mezzo della respirazione polmonare.
La situazione patologica avviene quando rimane pervio, ovvero non si chiude, portando di conseguenza ad un flusso irregolare di sangue tra due delle più importanti arterie vicino al cuore, l'aorta e l'arteria polmonare. Questo può comportare problemi respiratori e ipossia, cioè un apporto insufficiente di ossigeno.
Tale pervietà permette ad una parte del sangue ossigenato di fluire dal cuore sinistro indietro verso i polmoni, in quanto l'aorta ha una pressione maggiore rispetto all'arteria polmonare. Se questo shunt è discretamente rilevante, il neonato presenta difficoltà respiratorie, in quanto il fluido aggiuntivo che ritorna ai polmoni aumenta la pressione polmonare al punto che il neonato accusa una maggiore difficoltà a gonfiare i polmoni. Pertanto esso utilizzerà più calorie rispetto al normale e ciò spesso interferisce con l'alimentazione della prima infanzia. Questa condizione prende il nome di insufficienza cardiaca congestizia.
In alcuni casi, come nella trasposizione dei grossi vasi (l'arteria polmonare e l'aorta), il dotto di Botallo deve rimanere pervio. In questa condizione cardiovascolare, la pervietà di tale dotto è l'unico modo perché il sangue ossigenato si possa mescolare con il sangue non ossigenato. In questi casi, le prostaglandine vengono utilizzate per mantenere il dotto aperto.
Un altro esempio dove il PDA (Dotto di Botallo Pervio) è una fonte di salvezza è la Tetralogia di Fallot (TF) la quale, a causa della stenosi della valvola/tronco polmonare, fa mancare il flusso sanguigno al circolo polmonare causando cianosi al neonato. Il Dotto di Botallo Pervio permette al sangue di perfondere il piccolo circolo, stabilizzandolo momentaneamente in attesa di un intervento chirurgico.

## Prognosi
Il decorso dipende dalle dimensioni della pervietà del dotto e dalle condizioni della circolazione polmonare. Il flusso anomalo del dotto predispone a infezioni batteriche del dotto stesso.